# Oscar Onley
Oscar Onley (* 13. Oktober 2002 in London) ist ein schottischer Radrennfahrer, der im Straßenradsport aktiv ist.

## Sportlicher Werdegang
Nach einigen guten Platzierungen im Jahr 2019, seinem ersten Jahr als Junior, machte Onley in der Saison 2020 bei mehreren Rennen in Frankreich auf sich aufmerksam, insbesondere bei Bergzeitfahren. Daraufhin erhielt er die Möglichkeit, ab der Saison 2021 nach dem Wechsel in die U23 Mitglied im Development Team DSM zu werden. In den zwei Jahren für das Team erzielte er eine Reihe von Top-10-Platzierungen, Highlight war der Sieg auf der letzten Etappe des Giro della Valle d’Aosta 2022, die er als Solist am letzten Berg für sich entschied.
Bei der Kroatien-Rundfahrt 2022 wurde Onley beim Team DSM eingesetzt und beendete die Rundfahrt als Dritter der Gesamtwertung hinter Matej Mohorič und Jonas Vingegaard. Insbesondere durch diese Leistung wurde er zur Saison 2023 vorzeitig in das UCI WorldTeam übernommen. Bei der Algarve-Rundfahrt sicherte er sich im zweiten Rennen für sein neues Team die Nachwuchswertung, ehe er gegen Ende der Saison mit der Polen-Rundfahrt ein Etappenrennen der UCI WorldTour in den Top 10 der Gesamtwertung beendete. Bei der Vuelta a España 2023 war er Teil des Teams DSM, das das Mannschaftszeitfahren zum Auftakt der Rundfahrt gewann. Einen Tag später musste er seine erste Grand Tour nach einem Sturz wegen eines gebrochenen Schlüsselbeins aufgeben.
Im Jahr 2024 gewann er bei der Tour Down Under die Bergankunft am Willunga Hill und somit sein erstes Rennen in der UCI WorldTour. Sowohl beim Cadel Evans Great Ocean Road Race als auch beim Amstel Gold Race erlitt er erneut einen Schlüsselbeinbruch, wobei er sich die drei Brüche, beginnend mit jenem bei der Spanien-Rundfahrt, innerhalb von nur acht Monaten zuzog. In Vorbereitung auf seine erste Tour de France wurde er Gesamtachter der Tour de Suisse, ehe er die Frankreich-Rundfahrt auf dem 39. Gesamtrang beendete. Als Gesamtzweiter der Tour of Britain und der Tour of Guangxi verpasste er jeweils knapp seinen ersten Sieg bei einer Rundfahrt.

## Erfolge
2022
- eine Etappe und Punktewertung Giro della Valle d’Aosta
- Nachwuchswertung Kroatien-Rundfahrt

2023
- Nachwuchswertung Algarve-Rundfahrt
- Mannschaftszeitfahren Vuelta a España

2024
- eine Etappe Tour Down Under 2024

2025
- eine Etappe Tour de Suisse

## Grand Tour-Platzierungen
| Grand Tour            | 2023 | 2024 | 2025 |
| --------------------- | ---- | ---- | ---- |
| Giro d’ItaliaGiro     | –    | –    | –    |
| Tour de FranceTour    | –    | 39   | 4    |
| Vuelta a EspañaVuelta | DNF  | –    | …    |